# Oleg Zakirow
Oleg Zakirowicz Zakirow (ros. Олег Закирович Закиров, ur. 29 października 1952 w Andiżanie w Uzbeckiej Socjalistycznej Republice Radzieckiej, zm. 18 kwietnia 2017 w Łodzi) – Rosjanin pochodzenia uzbeckiego, funkcjonariusz KGB ZSRR w stopniu majora (awans w 1985 r.), publicysta, autor publikacji popularnonaukowych, od 2002 posiadał obywatelstwo polskie.

## Życiorys

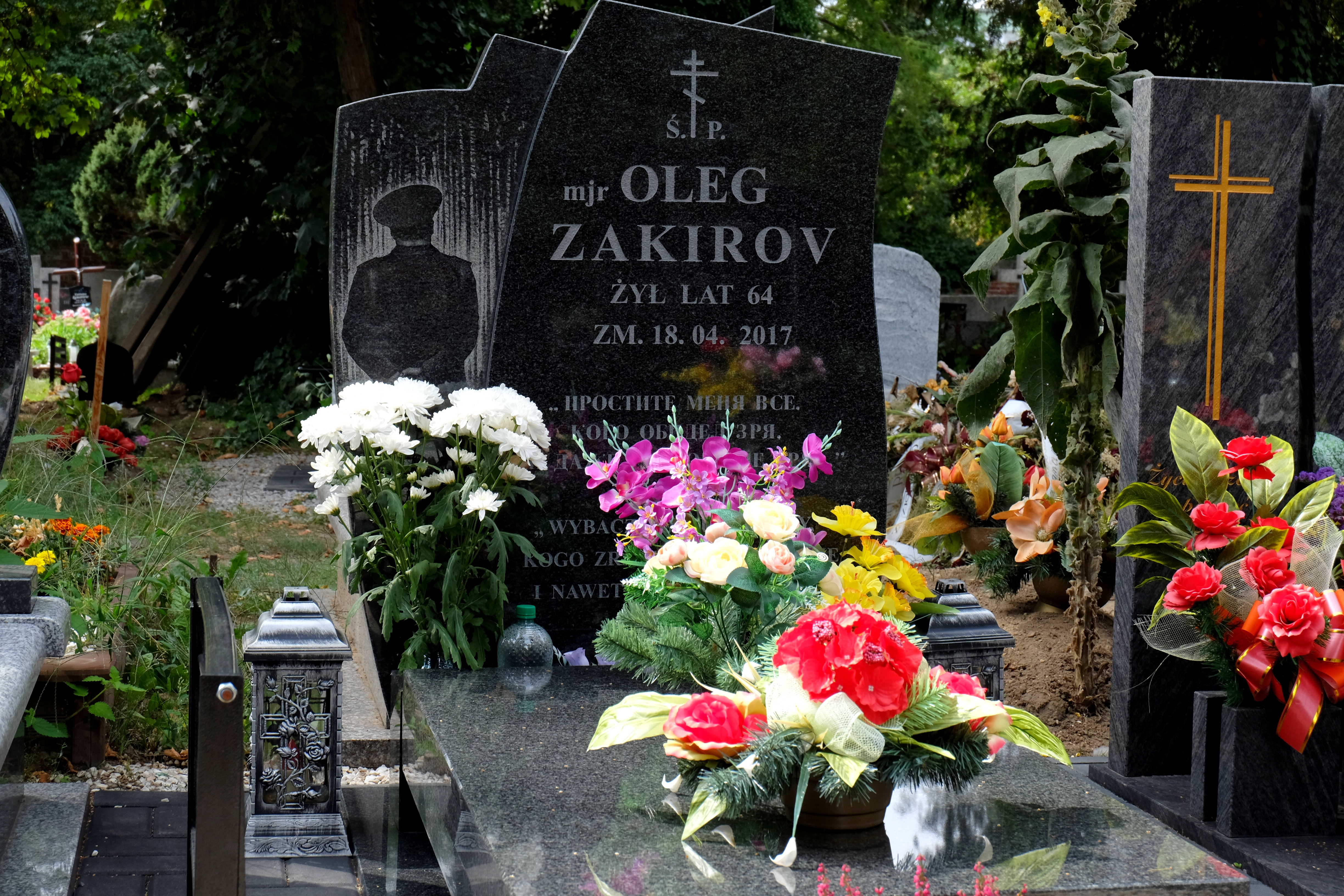
Grób majora Olega Zakirowa w części ewangelickiej Starego Cmentarza w Łodzi

W latach 1970–1975 studiował prawo na Taszkienckim Uniwersytecie Państwowym. W latach 1975–1991 służył w KGB, w Urgenczu, Frunze (obecnie Biszkek), Ałma-Acie, a od 1983 r. w Smoleńsku. W latach 1984–1986 uczestniczył w wojnie w Afganistanie, po czym powrócił do służby w Smoleńsku, z której zwolniono go w 1991 roku.

### Prywatne śledztwo w sprawie zbrodni katyńskiej
W 1989 r., w okresie pieriestrojki, Oleg Zakirow znalazł się w specjalnej grupie funkcjonariuszy smoleńskiego KGB zajmującej się rehabilitacją ofiar stalinizmu. Dzięki determinacji, mimo nacisków politycznych, wyszedł poza zaplanowany przez władze radzieckie zakres badań nad zbrodniami stalinowskimi. Dotarł do bezpośrednich świadków i wykonawców zbrodni katyńskiej dokonanej na Polakach przez NKWD w 1940 roku, spisywał i przechowywał ich zeznania, dotarł również do dokumentacji mordów dokonywanych na Polakach w okresie wielkiego terroru w latach 30 XX wieku. Rozpoczął współpracę z rozgłośnią radiową w Smoleńsku i z Giennadijem Żaworonkowem, dziennikarzem tygodnika „Moskowskije nowosti” publikującym materiały na temat zbrodni katyńskiej. Nawiązał również kontakt z polskim reżyserem Marcelem Łozińskim, kręcącym film dokumentalny Las Katyński, z polską dziennikarką Krystyną Kurczab-Redlich oraz z Aleksiejem Pamiatnychem, działaczem rosyjskiego Stowarzyszenia „Memoriał” poszukującym informacji o zagładzie polskich oficerów. Kiedy władze zorientowały się, jaki jest zakres badań Olega Zakirowa, zakazały mu dalszych prac; był wielokrotnie zastraszany, grożono mu sądem oficerskim. W 1990 r. wystąpił z Komunistycznej Partii Związku Radzieckiego, a w 1991 r. został usunięty ze służby w KGB ZSRR pod pretekstem „schizofrenii o spowolnionym działaniu”. Część zgromadzonych przez niego dowodów udało się przekazać stronie polskiej.
W 1998 r. Oleg Zakirow skrycie wyjechał do Polski wraz z żoną i córką, gdyż w Rosji grożono mu śmiercią. W 2002 r. Prezydent RP Aleksander Kwaśniewski nadał mu obywatelstwo polskie. Po przybyciu do Polski znalazł się wraz z rodziną w trudnych warunkach materialnych i przez długie lata żył w biedzie w Łodzi.
Oleg Zakirow został pochowany 27 kwietnia 2017 r. na cmentarzu ewangelicko-augsburskim przy ulicy Ogrodowej w Łodzi.

## Publikacje
W 2010 r. w Polsce opublikowano książkę Olega Zakirowa „Obcy element”, zawierającą jego wspomnienia. W listopadzie 2010 zdobyła ona nagrodę w kategorii książek popularnonaukowych w konkursie na Książkę Historyczną Roku, organizowanym wspólnie przez Polskie Radio, Instytut Pamięci Narodowej i Telewizję Polską. Teksty autorstwa Olega Zakirowa ukazywały się m.in. w miesięczniku „Nowaja Polsza”, „Zeszytach Katyńskich” i „Rzeczpospolitej”.

## Odznaczenia i wyróżnienia
- W 1985 r. otrzymał Medal „Za zasługi bojowe”, przyznany za udział w wojnie w Afganistanie[2].
- W 1990 r. otrzymał Złoty Medal Opiekuna Miejsc Pamięci Narodowej przyznany przez Radę Ochrony Pamięci Walk i Męczeństwa[5], wręczony przez Stanisława Cioska, Ambasadora RP w Moskwie[15].
- 30 listopada 1990 r. otrzymał honorowe wyróżnienie Niezależnego Komitetu Historycznego Badania Zbrodni Katyńskiej za poszukiwanie i odnalezienie świadectw bezpośrednich świadków zbrodni[16].
- 3 kwietnia 2003 r. Prezydent RP Aleksander Kwaśniewski odznaczył go Krzyżem Kawalerskim Orderu Odrodzenia Polski za wybitne zasługi w ujawnianiu i udokumentowaniu prawdy o zbrodni katyńskiej[17].
- W marcu 2010 r. Oleg Zakirow otrzymał Odznakę honorową „Za Zasługi dla Ochrony Praw Człowieka”[18] przyznaną przez Rzecznika Praw Obywatelskich doktora n. praw. Janusza Kochanowskiego[19].
- 19 października 2010 roku Prezydent RP Bronisław Komorowski odznaczył go Krzyżem Oficerskim Orderu Odrodzenia Polski za wybitne zasługi w odkrywaniu i upowszechnianiu prawdy historycznej o zbrodni katyńskiej[20].
- W 2014 r. Instytut Pamięci Narodowej przyznał mu nagrodę Kustosza Pamięci Narodowej[21].

## Filmy o Olegu Zakirowie
W grudniu 2007 r. w telewizyjnym kanale tematycznym Discovery Historia wyemitowano film dokumentalny poświęcony Olegowi Zakirowowi autorstwa Pauliny Maciejowskiej, należący do cyklu filmów dokumentalnych Cudzoziemcy, zatytułowany Oleg Zakirow.
W listopadzie 2009 r. powstał film dokumentalny Prywatne śledztwo majora Zakirowa w reżyserii Jarosława Mańki, wyprodukowany przez TVP Kraków, którego premiera telewizyjna odbyła się w maju 2010 r. W czerwcu 2010 twórca filmu otrzymał nagrodę Rady Programowej TVP Kraków za najlepszy program publicystyczno-informacyjny w 2009, a w grudniu 2010 roku honorowe wyróżnienie Głównej Nagrody Wolności Słowa w konkursie o Nagrody Stowarzyszenia Dziennikarzy Polskich za „przybliżenie postaci człowieka, którego za uchylenie części prawdy katyńskiej prześladowano w ojczyźnie, a nie doceniono w Polsce”.

## Życie prywatne
Ojcem Olega Zakirowa był Zakir Chałhodżajew (1926–1981), syn Chałhodży Madaminhodżajewa (1896–1931), z rodziny Uzbeków z Kotliny Fergańskiej. Chałhodża Madaminhodżajew został rozstrzelany przez władze sowieckie w 1931 r. jako „wróg ludu” i zrehabilitowany w 1991 roku. Matką Olega Zakirowa była Lidia Pietrowna Wiergulewa (z d. Prosina) (1924–2005), z pochodzenia Rosjanka. Pradziadek Olega Zakirowa po stronie ojca, noszący nazwisko Madaminhodża, był wyznawcą islamu, lecz sam Oleg Zakirow został po urodzeniu potajemnie ochrzczony jako prawosławny w cerkwi.
Oleg Zakirow miał żonę, Galinę, i córkę, Łarisę (ur. 1974).